# Taquari
Taquari är en kommun i Brasilien.   Den ligger i delstaten Rio Grande do Sul, i den södra delen av landet, 1 600 km söder om huvudstaden Brasília. Antalet invånare är 26 135.
I omgivningarna runt Taquari växer i huvudsak städsegrön lövskog. Runt Taquari är det ganska glesbefolkat, med 47 invånare per kvadratkilometer.